# Antônio José Carneiro
Antônio José de Almeida Carneiro (Ponte Nova, dezembro de 1942) é um influente e discreto investidor e empresário bilionário brasileiro. Amplamente conhecido no mercado financeiro pelo apelido "Bode", uma alcunha que recebeu na infância, Carneiro construiu uma trajetória de mais de cinco décadas, passando de um cargo inicial como caixa de banco a um dos mais enigmáticos e bem-sucedidos capitalistas do país.
Sua carreira foi marcada por uma parceria estratégica com Ronaldo Cezar Coelho, com quem fundou e consolidou o Banco Multiplic, uma das principais instituições financeiras de sua época. O ponto de inflexão em sua fortuna ocorreu com a criação e posterior venda da financeira Losango, uma transação que lhe rendeu centenas de milhões de dólares e o capital necessário para se reinventar como um grande investidor em setores estratégicos da economia brasileira.
Atualmente, seus principais investimentos incluem uma posição como o maior acionista individual da Energisa, uma das maiores companhias de energia elétrica do Brasil, e o controle acionário da construtora João Fortes Engenharia. Sua filosofia de investimento é caracterizada pela participação ativa na gestão das empresas nas quais investe, assumindo posições em conselhos de administração. Apesar de sua vasta fortuna, estimada em mais de 1 bilhão de dólares, Carneiro mantém um perfil extremamente avesso à exposição pública, o que lhe conferiu uma reputação de figura quase mítica nos círculos empresariais brasileiros. Essa discrição, no entanto, foi contrastada por recentes questões judiciais.

## Biografia

### Primeiros Anos e Origem do Apelido
Antônio José Carneiro nasceu em dezembro de 1942 na cidade de Ponte Nova, em Minas Gerais. Oriundo de uma origem modesta, concluiu sua formação básica em uma escola pública no estado. Desde a infância, é conhecido pelo apelido "Bode", uma referência direta a seu sobrenome "Carneiro" que se tornou sua designação corrente no mercado financeiro ao longo de toda a sua carreira.

### Início da Carreira no Mercado Financeiro
A trajetória profissional de Carneiro teve início na década de 1960, em uma posição de caixa no Banco Mercantil. Ele chegou a ser promovido a gerente, mas tomou a decisão de abandonar a estabilidade do emprego bancário para se tornar operador de pregão na Bolsa de Valores do Rio de Janeiro.
Essa transição ocorreu durante a década de 1970, um período de intensa atividade econômica no Brasil conhecido como "Milagre Econômico". A mudança para o ambiente dinâmico do pregão viva-voz demonstrou um apetite por risco calculado. A experiência no epicentro do mercado de capitais brasileiro da época foi fundamental para aprimorar a agilidade e a perspicácia que mais tarde seriam apontadas como suas características marcantes.

## Trajetória Empresarial

### Parceria com Ronaldo Cezar Coelho e o Banco Multiplic
Com o capital acumulado como operador de pregão, Carneiro estabeleceu uma parceria duradoura com Ronaldo Cezar Coelho. Juntos, eles adquiriram sistematicamente ações da corretora Multiplic, sediada no Rio de Janeiro, até obterem o controle total da empresa.
A dinâmica da sociedade era clara: Carneiro atuava como a mente operacional, focado na gestão, enquanto Coelho era a face pública da parceria, estabelecendo relações externas, um papel que o levou posteriormente a uma carreira política como deputado federal pelo PSDB. Sob a liderança da dupla, a Multiplic evoluiu para um banco de investimentos especializado na negociação de títulos públicos e em operações complexas. A atuação de Carneiro como intermediário entre o Banco Central e outros investidores lhe conferiu grande prestígio, e a instituição se tornou uma das mais importantes de seu tempo, rivalizando com bancos como o Banco Garantia.

### A Criação e Venda da Losango
Em 1993, Carneiro e Coelho adquiriram a Losango, uma financeira especializada em crédito ao consumidor. Com uma gestão ativa, transformaram a empresa na maior do setor no Brasil. O crescimento foi exponencial e, em quatro anos, o valor de mercado da Losango ultrapassou a marca de 1 bilhão de dólares.
Em 1997, a dupla decidiu vender sua participação. A decisão gerou um desacordo com o sócio, o grupo britânico Lloyds Bank, que se opunha à venda. No entanto, Carneiro e Coelho prevaleceram e venderam sua parte para o próprio Lloyds, em uma transação que rendeu a cada um a quantia de 300 milhões de dólares. Este evento marcou sua transição de operador do mercado financeiro para alocador de capital e investidor de longo prazo.

## Principais Investimentos Pós-Multiplic
Com os recursos obtidos, Carneiro diversificou seu portfólio, direcionando seus investimentos para setores como energia, construção civil e petróleo.

### Energisa
Em 2006, Carneiro adquiriu a participação que o grupo norte-americano Alliant Energy detinha na Energisa, uma das maiores distribuidoras de energia do Brasil, por 152 milhões de dólares. Catorze anos depois, essa mesma participação estava avaliada em quase 600 milhões de dólares. Ele consolidou-se como o principal acionista individual da companhia e atua diretamente na governança como membro do Conselho de Administração.

### João Fortes Engenharia
No setor de construção, sua holding Sobrapar adquiriu o controle acionário da João Fortes Engenharia em julho de 2007. Imediatamente, ele assumiu a Presidência do Conselho de Administração, cargo para o qual tem sido sucessivamente reeleito. A empresa, no entanto, enfrentou dificuldades financeiras e entrou com um pedido de recuperação judicial em 2019.

### Outros Negócios
Grupo Ultra (Ipiranga): Após a venda da Losango, adquiriu uma participação de 35% na Ipiranga, que posteriormente foi vendida para o Grupo Ultra.
Esportes e Lazer: Adquiriu uma participação na Totalcom, holding que controlava a agência de marketing esportivo Fischer América, e teve uma passagem como Vice-Presidente de Finanças do Jockey Club Brasileiro, onde zerou uma dívida de R$ 1,4 milhão da instituição em seis meses.
Botafogo: Torcedor do clube, tentou adquirir o controle do Botafogo em 2011, mas a negociação não prosperou.

## Atuação em Conselhos e Estilo de Gestão
O estilo de gestão de Carneiro é marcado pelo envolvimento direto nas empresas em que investe. Descrições de seu perfil o apontam como um indivíduo inteligente, rápido, sarcástico, com uma voz pausada e notável acuidade política.
| Empresa                     | Cargo                                   | Período          | Fonte  |
| --------------------------- | --------------------------------------- | ---------------- | ------ |
| João Fortes Engenharia S.A. | Presidente do Conselho de Administração | 2007–Presente    | [ 11 ] |
| Energisa S.A.               | Membro do Conselho de Administração     | c. 2007–Presente | [ 9 ]  |
| Jockey Club Brasileiro      | Vice-Presidente de Finanças             | Anos 2000        | [ 14 ] |

## Controvérsias

### Processo na CVM
Em 2020, a Comissão de Valores Mobiliários (CVM) instaurou um Processo Administrativo Sancionador contra Carneiro e outros administradores da João Fortes Engenharia pela falha em convocar a Assembleia Geral Ordinária de 2019. Para encerrar o processo, Carneiro celebrou um Termo de Compromisso com a CVM, no qual se comprometeu a pagar R$ 75.000,00, sem admissão de culpa.

### Ação do Banco Bradesco
Carneiro e sua esposa, Maria Lúcia, foram alvo de uma ação de execução movida pelo Bradesco para a cobrança de uma dívida de aproximadamente R$ 2 milhões, originária da João Fortes Engenharia, na qual o casal atuou como fiador.
Após três anos sem localizar bens penhoráveis do casal, e em contraste com uma declaração de imposto de renda que informava um patrimônio superior a R$ 1 bilhão, a justiça considerou "pouquíssimo crível" que a fortuna tivesse se dissipado. Diante do que classificou como "comportamento não colaborativo", a 8ª Vara Cível de Niterói (RJ) determinou a suspensão dos passaportes e das CNHs do casal para pressioná-los a efetuar o pagamento, gerando repercussão pública.

## Vida Pessoal
Há poucas informações públicas sobre a vida pessoal de Antônio José Carneiro. Ele é casado com Maria Lúcia Carneiro e reside no Rio de Janeiro. É conhecido por ser um apreciador de vinhos. Sua característica mais distintiva é a aversão à exposição na mídia. Ele raramente concede entrevistas ou participa de eventos públicos, o que o tornou uma figura "enigmática" e "quase mítica".

## Fortuna
Antônio José Carneiro é listado como bilionário. Estimativas de 2020 da revista Forbes apontam que seu patrimônio líquido ultrapassa 1 bilhão de dólares. A origem de sua riqueza provém de seu portfólio de investimentos, construído a partir do capital obtido com a venda da Losango e hoje concentrado em sua participação na Energisa.